# Floridia
Pour l’article homonyme, voir Pietro Floridia.
Floridia est une commune italienne de la province de Syracuse dans la région Sicile en Italie.

## Administration
| Période                                  | Période  | Identité         | Étiquette     | Qualité |
| ---------------------------------------- | -------- | ---------------- | ------------- | ------- |
| 21 mai 2012                              | En cours | Orazio Scalorino | Centre-gauche |         |
| Les données manquantes sont à compléter. |          |                  |               |         |

### Communes limitrophes
Palazzolo Acréide, Syracuse, Solarino

## Personnalités liées
- Toni Pandolfo, acteur
- Joseph Guardo, artiste